# Matt Harding
Matthew Harding (nascido em 27 de setembro de 1976), mais conhecido como Matt Harding, é um designer de videogame, celebridade da Internet e viajante norte-americano. Ele é também conhecido como Dancing Matt, por seus vídeos virais que o mostram dançando em frente a pontos turísticos e cenas de rua em vários locais internacionais. Desde então, Harding recebeu ampla cobertura de suas façanhas de viagens nos principais meios de comunicação impressos e de transmissão, e foi contratado pela Visa para estrelar sua campanha Travel Happy em 2008.
Ele é originalmente de Westport, Connecticut.

## Carreira

### Desenvolvedor de videogame
Ele começou sua carreira na indústria de jogos trabalhando para uma loja especializada em videogames chamada Cutting Edge Entertainment. Harding mais tarde trabalhou como editor da GameWeek Magazine em Wilton, Connecticut, e depois como desenvolvedor de software para a Activision em Santa Monica, Califórnia e depois em Brisbane, Queensland.[carece de fontes?]
Harding afirma que uma piada sarcástica sobre a popularidade dos jogos de tiro levou a Pandemic Studios a desenvolver o jogo Destroy All Humans!, pelo qual recebeu um crédito conceitual. Ele disse, "...não queria passar dois anos da minha vida escrevendo um jogo sobre matar todo mundo...". Ele largou o emprego e começou a viajar, o que o levou à produção de seu primeiro vídeo, que foi carregado no YouTube em julho de 2006.

### Where the Hell is Matt?
Where the Hell is Matt? é um fenômeno da Internet que apresenta um vídeo de Matt, também conhecido como Dancing Matt, fazendo uma dança "jig" em muitos lugares diferentes ao redor do mundo em 2005-2006. A música de fundo do vídeo é a música "Sweet Lullaby Dancing Remix" de Deep Forest. O vídeo ganhou popularidade no site de compartilhamento de vídeos YouTube.
Os títulos dos cinco vídeos principais são todos intitulados Dancing sem o ano nos vídeos; Harding os rotula como "Where the Hell is Matt? (ano)" no YouTube. Os títulos de 2012 do YouTube também foram intitulados Happy People Dancing on Planet Earth e Happy New Year! Peace on Earth in 2013.

## Créditos de desenvolvimento de videogame
Os créditos de desenvolvimento de Harding incluem:
- Zork: Grand Inquisitor (1997)
- Battlezone (1998)
- Battlezone II: Combat Commander (1999)
- Dark Reign 2 (2000)
- Army Men: RTS (2002)
- Lemony Snicket's A Series of Unfortunate Events (2004)
- Destroy All Humans! (2005)
- Pirates of the Caribbean: The Legend of Jack Sparrow (2006)